# Thailändische Badmintonmeisterschaft 1954
Die Thailändische Badmintonmeisterschaft 1954 fand in Bangkok statt. Es war die dritte Austragung der nationalen Meisterschaften von Thailand im Badminton.

## Titelträger
| Disziplin    | Sieger                                 |
| ------------ | -------------------------------------- |
| Herreneinzel | Pinit Pattabongse                      |
| Dameneinzel  | Pratuang Pattabongse                   |
| Herrendoppel | Sunthorn Subabandhu Kamal Sudthivanich |
| Damendoppel  | Pratuang Pattabongse Ramphai Slobol    |
| Mixed        | Pinit Pattabongse Pratuang Pattabongse |